# Beta Pavonis
Beta Pavonis (β Pavonis / β Pav / HD 197051) è la seconda stella più luminosa della costellazione del Pavone. Dista dal sistema solare circa 135 anni luce e la sua magnitudine apparente è +3,43.
È invisibile alle medie latitudini dell'emisfero boreale, data la sua declinazione fortemente meridionale, mentre nell'emisfero australe diventa circumpolare più a sud della latitudine 23°S.

## Caratteristiche fisiche
Classificata per lungo tempo come gigante blu di classe A7III, Beta Pavonis pare in realtà essere una stella subgigante, che ancora non ha terminato la fusione dell'idrogeno nel suo nucleo, e quindi nelle più recenti pubblicazioni viene classificata di tipo spettrale A7IV o A5IV.
Nata come una stella di classe B9,5 circa 60 milioni di anni fa, con il tempo la stella è cresciuta in dimensioni ed il diametro si è raddoppiato. In futuro aumenterà ancora di dimensioni diventando una vera gigante, prima di rilasciare l'inviluppo esterno e terminare la propria esistenza di stella normale divenendo una nana bianca.